# Trichoprosoplus
Trichoprosoplus is een kevergeslacht uit de familie van de boktorren (Cerambycidae). De wetenschappelijke naam van het geslacht werd voor het eerst geldig gepubliceerd in 1961 door Breuning.

## Soorten
Trichoprosoplus is monotypisch en omvat slechts de volgende soort:
- Trichoprosoplus demarzi Breuning, 1961